# Frank Press
Frank Press (Brooklyn, 4 de dezembro de 1924 – Chapel Hill, 29 de janeiro de 2020) foi um geofísico norte-americano.
Foi assessor de quatro presidentes dos Estados Unidos e fez dois mandatos consecutivos como presidente da Academia Nacional de Ciências dos Estados Unidos (1981-1993). Escreveu cerca de 160 artigos científicos e foi co-autor dos livros "Earth and Understanding Earth".
Press morreu no dia 29 de janeiro de 2020, aos 95 anos.

## Prémios e honrarias
- 1971 - Medalha de Ouro da Royal Astronomical Society[3]
- 1972 - Medalha Arthur L. Day[4]
- 1973 - Medalha NASA por Serviço Público de Destaque
- 1979 - Medalha William Bowie[5]
- 1982 - Medalha do Centenário (SRC)
- 1993 - Prémio Japão[6]
- 1994 - Medalha Nacional de Ciências[7]
- 1994 - Prémio Vannevar Bush[8]
- 1994 - Prémio Philip Hauge Abelson[9]
- 1996 - Medalha Beno Gutenberg
- 1997 - Medalha de Ouro Lomonossov[10]
- 2007 - Prémio Pick and Gavel